# کولی دل ترونتو
کولی دل ترونتو (به ایتالیایی: Colli del Tronto) یک کومونه در ایتالیا است که در استان اسکولی پیچنو واقع شده‌است.

## خصوصیات
کولی دل ترونتو ۵٫۹ کیلومترمربع مساحت و ۳٬۲۹۰ نفر جمعیت دارد.